# Os de Balaguer
Os de Balaguer település Spanyolországban, Lleida tartományban. Os de Balaguer Àger, Les Avellanes i Santa Linya, Castelló de Farfanya, Algerri, Ivars de Noguera, Balaguer, Baldellou, Camporrélls, Estopiñán del Castillo, Viacamp y Litera és Camarasa községekkel határos. Lakosainak száma 1075 fő (2024).

## Népesség
A település népessége az utóbbi években az alábbiak szerint változott:
| Lakosok száma | 360  | 2731 | 2313 | 1882 | 859  | 800  | 985  | 1008 | 994  | 1075 |
|               | 1717 | 1887 | 1936 | 1960 | 1986 | 2004 | 2009 | 2014 | 2019 | 2024 |